# Jan Kadzidłowski
Jan Kadzidłowski herbu Ogończyk (zm. w 1716 r.) – podkomorzy inowrocławski (1686–1707), podstoli inowrocławski (1677–1686).

## Życiorys
Za życia, Jan był podkomorzym inowrocławskim w latach 1686–1707 oraz podstolim inowrocławskim w latach 1677–1686.
Był także elektorem Augusta II Mocnego z województwa inowrocławskiego w 1697 roku. 
Posiadał dobra ziemskie Kazimierz Biskupi w latach 1686–1704. 